# Hrabstwo Riley

Piramida wieku hrabstwa

Hrabstwo Riley – hrabstwo położone w USA w stanie Kansas z siedzibą w mieście Manhattan. Założone 25 sierpnia 1855 roku.

## Miasta
- Manhattan
- Ogden
- Riley
- Leonardville
- Randolph

## Sąsiednie hrabstwa
- Hrabstwo Marshall
- Hrabstwo Pottawatomie
- Hrabstwo Wabaunsee
- Hrabstwo Geary
- Hrabstwo Clay
- Hrabstwo Washington